# Moi dix Mois
Moi dix Mois – japoński zespół muzyczny działający od 2002 roku. Liderem jest gitarzysta, Mana, który pisze teksty, komponuje muzykę i odpowiada za sceniczny wizerunek zespołu.
Zespół tworzy symfoniczny gothic metal, jednak w ich utworach doszukać się można wielu gatunków, m.in. dark wave. Charakterystycznym elementem jest łatwo rozpoznawalny śpiew wokalisty - Setha.
Moi dix Mois odnieśli zaskakujące sukcesy poza Japonią. W marcu 2005 zagrali m.in. w Monachium i Paryżu podczas ich największej trasy koncertowej. W 2005 roku zespół opuścił piosenkarz Juka.
Nowa era dla zespołu rozpoczęła się 1 marca 2006, kiedy wyszedł ich trzeci album Beyond the gate. Pojawił się wtedy nowy wokalista o imieniu Seth. Zanim album został wypuszczony, Mana wskazywał, że zostaną wprowadzone innowacje do zespołu. Miał tu na myśli wprowadzenie bardziej elektronicznego brzmienia ich muzyki.
W czerwcu 2006 Moi dix Mois zagrali w Lipsku.
Na lipiec 2006 zaplanowane było nawet tournée po Stanach Zjednoczonych, zostało jednak odwołane z powodu „różnicy w poglądach” organizatora trasy. Dnia 28 marca 2007 Moi dix Mois wypuścił swój czwarty album, Dixanadu.

## Muzycy

### Obecny skład zespołu
- Mana – gitara, lider
- Seth – śpiew
- Sugiya – gitara basowa
- Hayato – perkusja
- Ryux – gitara

### Byli członkowie zespołu
- K – gitara, śpiew (zmarły)
- Juka – śpiew
- Kazuno – gitara basowa
- Tohru – perkusja

## Dyskografia

### Albumy
- Dix Infernal (19 marca 2003)
- Nocturnal Opera (20 lipca 2004)
- Beyond the Gate (1 marca 2006)
- Dixanadu (28 marca 2007)
- Dixanadu ~Limited Edition~ (14 listopada 2007)
- D+SECT (15 grudnia 2010)
- Reprise (11 lipca 2012)

### Single
- Dialogue Symphonie (19 listopada 2002)
- Shadows Temple (31 maja 2004)
- Pageant (6 października 2004)
- Lamentful Miss (4 października 2006)

## Wideografia
- Dix Infernal – Scars of Sabbath (16 grudnia 2003)
- Invite to Immorality – Moi dix Mois Europe Live Tour 2005 (27 lipca 2005)